# Xyanide: Resurrection
Xyanide: Resurrection — відеогра в жанрі «перестріляти всіх», розроблена Playlogic Entertainment і випущена Playlogic з Ertain для Microsoft Windows, PlayStation 2 і PlayStation Portable у 2007-2008 роках в Європі та Японії. Продовження гри 2006 року Xyanide.

## Сюжет
Події Xyanide Resurrection відбуваються після подій першої Xyanide, оскільки космічна відьма Аґіра все ще жива, а головний герой Дрейк бореться за неї в альтернативному вимірі, в який вона втекла.

## Огляди
Гра отримала загалом погані або середні відгуки.